# Восстание зомби
"Восстание зомби (англ. Rise of the Zombies) — американский кинофильм 2012 года режиссёра Ника Лайона. В главных ролях снимались Мэриел Хемингуэй, Итан Сапли, Чед Линдберг и Хезер Хемменс.

## Сюжет
В США бушует зомби-апокалипсис, Сан-Франциско захвачен живыми мертвецами. Большая группа выживших во главе с доктором Линн Снайдер обустраивает себе базу на острове Алькатрас, на территории бывшей тюрьмы. Во время прилива на берег Алькатраса выбрасывает оживших мертвецов, и людям с большими потерями удаётся отбить их нападение. Капитан Каспиан предлагает покинуть небезопасный остров на плоту, группа с боем прорывается к нему и уплывает. На следующий день они высаживаются на берегу Сан-Франциско. Из-за разногласий группе приходится разделиться: часть отправляются на поиски доктора Арнольда, пережившего укус зомби, другие ищут новое убежище.

## В ролях
| Актёр            | Роль                |
| ---------------- | ------------------- |
| Мэриел Хемингуэй | доктор Линн Снайдер |
| Итан Сапли       | Маршалл             |
| Хезер Хемменс    | Эшли                |
| Чед Линдберг     | Кайл                |
| Левар Бертон     | доктор Дэн Хэлперн  |
| Дэнни Трехо      | капитан Каспиан     |
| Френч Стюарт     | доктор Арнольд      |
| Керисс Хатчинсон | Джули Хэлперн       |
| Энди Клеменс     | Боб                 |
| Мадонна Янг      | Вивиан              |
| Джон Конделик    | Джейсон             |
| Кит Аллан        | Тэш                 |

## Производство
Работа над фильмом под рабочим названием «Dead Walking» началась в 2011 году, затем название было изменено на «Rise of the Zombies». Съёмки велись в Лос-Анджелесе (в квартале Даунтаун и круизном порту Сан-Педро). Также часть съёмок проходила в Сан-Франциско.
В фильме появляется выживший по имени Джейсон, имеющий бионический протез руки. Сыгравший его актёр Джон Конделик действительно потерял четыре пальца в ходе несчастного случая, но благодаря протезу продолжает сниматься в кино.

## Выпуск
В июле 2012 появилась информация о том, что фильм будет показан на канале Syfy в рамках телепрограммы «31 день Хэллоуина» (англ. 31 Days of Halloween).
Премьера состоялась на кинофестивале в Сиджесе (Испания) 8 октября 2012 года, а 27 октября он был показан на Syfy. Летом 2013 года «Восстание зомби» было выпущено на DVD.

## Награды и номинации
| Год  | Премия         | Категория                                                         | Имя               | Результат |
| ---- | -------------- | ----------------------------------------------------------------- | ----------------- | --------- |
| 2013 | Премия «Telly» | Non-Broadcast Productions Film/Video — Videography/Cinematography | «Восстание зомби» | Награда   |